# 이시영 (배우)
이시영(한국 한자: 李施昤, 1982년 4월 17일 ~ )은 대한민국의 배우이자 전직 권투 선수이다. 권투 선수로서는 인천광역시청 소속이었다. 본명은 "이은래"였으며, 데뷔 전에 현재의 이름으로 개명하였다.

## 학력
- 1995년 서울문정초등학교 졸업
- 1998년 가원중학교 졸업
- 2001년 오금고등학교 졸업
- 2006년 동덕여자대학교 의상디자인학과(2001학번) 졸업

## 생애
이시영은 충청북도 청원군(현 청주시 흥덕구)에서 "이은래"라는 이름으로 태어났고, 데뷔 전에 현재의 이름으로 개명했다. 9살 때 서울특별시로 이주했다. 그녀는 2008년 슈퍼 액션에서 방영된 《도시괴담 데자뷰 시즌 3 - 신드롬》를 통해 배우로 데뷔하였다. 2008년 KBS 2TV에서 방영된 《바람의 나라》를 통해 첫 공중파 TV 드라마에 나왔고, 이후 《꽃보다 남자》에서 오민지 역으로 큰 주목을 받았다. 2010년에는 KBS 《부자의 탄생》에서 재벌집 딸 부태희 역을 맡아 패션 등 큰 관심을 모았고, 2010년 5월 KBS 2TV 《연예가중계》 MC로 발탁되었으며 2011년 5월까지 진행하였다.
2009년 1월 29일자 인터뷰에서 자신이 1982년생인 것과 성형 수술을 한 사실이 있음을 고백했다.
MBC TV 《일요일 일요일 밤에》에 소속된 코너 우리 결혼했어요에 같이 출연했던 가수 전진과 가상 부부를 넘어 실제로 열애를 하다 6개월만에 헤어졌다.
2010년 이후 여자 권투를 주제로 한 작품 촬영이 이후 취소되었지만 권투선수 역할로 캐스팅된 계기로 권투를 연습한 것이 발전하여 권투 대회에도 출전하여 좋은 성적을 거두고 있다. 이시영이 출전하는 체급은 48kg급이다. 하지만, 2016년 6월 습관성 어깨 관절 탈구로 인해 선수 생활을 마감하였다.
2022년에 스위스 브라이트호른 정상 세계 신기록을 세웠다.

## 연기 활동
| 연도 | 종류   | 방송사/배급사                            | 제목                              | 배역                   |
| ---- | ------ | ---------------------------------------- | --------------------------------- | ---------------------- |
| 2008 | 드라마 | SUPER ACTION                             | 《도시괴담 데자뷰 3 - 스마일 퀸》 | 유선아                 |
| 2008 | 드라마 | KBS2                                     | 《바람의 나라》                   | 연화                   |
| 2009 | 드라마 | KBS2                                     | 《꽃보다 남자》                   | 오민지                 |
| 2009 | 드라마 | KBS2                                     | 《미워도 다시 한 번 2009》        | 손정화                 |
| 2009 | 영화   | 시너지                                   | 《오감도》                        | 세은                   |
| 2009 | 영화   | SK 텔레콤(주)                            | 《홍길동의 후예》                 | 송연화                 |
| 2009 | 드라마 | SBS                                      | 《천만번 사랑해》                 | 홍연희                 |
| 2010 | 드라마 | KBS2                                     | 《부자의 탄생》                   | 부태희                 |
| 2010 | 드라마 | MBC                                      | 《장난스런 키스》                 | 윤헤라                 |
| 2010 | 영화   | 새인컴퍼니                               | 《내 남자의 순이》                | 조연                   |
| 2011 | 영화   | 롯데엔터테인먼트                         | 《위험한 상견례》                 | 진다홍                 |
| 2011 | 영화   | 화앤담이엔티                             | 《빨간모자의 진실2》              | 빨간모자 (한국어 더빙) |
| 2011 | 영화   | 싸이더스                                 | 《커플즈》                        | 나리                   |
| 2011 | 드라마 | KBS2                                     | 《포세이돈》                      | 이수윤                 |
| 2012 | 드라마 | KBS2                                     | 《난폭한 로맨스》                 | 유은재                 |
| 2012 | 영화   | 드림맥스                                 | 《로스트 프렌즈》                 | 수진                   |
| 2013 | 영화   | (주)쇼박스                               | 《남자사용설명서》                | 최보나                 |
| 2013 | 영화   | CJ 엔터테인먼트                          | 《더 웹툰: 예고살인》             | 강지윤                 |
| 2014 | 드라마 | KBS2                                     | 《골든크로스》                    | 서이레                 |
| 2014 | 영화   | (주)쇼박스                               | 《신의 한수》                     | 배꼽 / 권은정          |
| 2014 | 드라마 | tvN                                      | 《일리있는 사랑》                 | 김일리                 |
| 2015 | 드라마 | OCN                                      | 《아름다운 나의 신부》            | 차윤미                 |
| 2017 | 드라마 | MBC                                      | 《파수꾼》                        | 조수지                 |
| 2018 | 드라마 | MBC                                      | 《사생결단 로맨스》               | 주인아                 |
| 2019 | 영화   | (주)제이앤씨미디어그룹 TCO(주)더콘텐츠온 | 《언니》                          | 인애                   |
| 2019 | 드라마 | KBS2                                     | 《왜그래 풍상씨》                 | 이화상                 |
| 2020 | 드라마 | MBC                                      | 《시네마틱드라마 SF8 - 블링크》   | 지우                   |
| 2020 | 드라마 | Netflix                                  | 《스위트홈》                      | 서이경                 |
| 2022 | 드라마 | Disney+ Hotstar                          | 《그리드》                        | 유령                   |
| 2022 | 드라마 | HBO MAX                                  | 《멘탈리스트》                    | 태예서                 |
| 2023 | 드라마 | Netflix                                  | 《스위트홈 2》                    | 서이경                 |
| 2025 | 드라마 | ENA                                      | 《살롱 드 홈즈》                  | 공미리                 |

## TV 방송

### 예능
- 2009년 MBC 《일요일 일요일 밤에》 - 대단한 희망
- 2009년 KBS2 《상상플러스》
- 2009년 MBC 《일요일 일요일 밤에》 - 우리 결혼했어요
- 2010년 SBS 《달콤한 고향 나들이, 달고나》 MC (당시에는 파일럿 프로 시절 때였음)
- 2010년 KBS2 《연예가중계》 MC
- 2013년 SBS 《런닝맨》 - 게스트 출연 (131회, 2013년 2월 3일 방송분)
- 2013년 MBC 《무릎팍도사》 게스트
- 2014년 KBS2 《해피투게더》 게스트
- 2015년 KBS2 《레이디 액션》
- 2016년 KBS2 《수상한 휴가》
- 2016년 MBC 《진짜 사나이》
- 2016년 KBS2 《우리동네 예체능》 ... 양궁 편
- 2016년 MBC 드라마넷 《취향저격: 뷰티플러스 시즌 2》
- 2016년 SBS 《백종원의 3대 천왕》 MC
- 2016년 SBS 《2016 SAF SBS 연예대상》 MC
- 2018년 MBC 《선을 넘는 녀석들》
- 2018년 SBS 《런닝맨》 - 게스트 출연 (429, 430, 431-1회, 2018년 12월 9일, 12월 16일, 12월 23일 방송분)
- 2018년 KBS2 《해피투게더》 게스트
- 2018년 SBS 《가로채널》 게스트
- 2019년 E채널 《똑.독.한 코디맘 : 베이비 캐슬》 MC
- 2019년 JTBC 《취향존중 리얼라이프 - 취존생활》
- 2019년 KBS2 《으라차차 만수로》
- 2020년 KBS Joy 《셀럽뷰티》
- 2020년 MBC 《구해줘!홈즈》
- 2020년 tvN 《나는 살아있다》
- 2020년 SBS 《런닝맨》 - 게스트 출연 (533회, 2020년 12월 13일 방송분)
- 2021년 MBC 《전지적 참견 시점》 게스트

### 내레이션
- SBS 스페셜 - "최요삼, 죽을 힘을 다한다는 것" (2011.06.26. 방송)
- MBC TV 《진짜 사나이》
- MBC TV 《MBC 다큐프라임》 324회 : 전장을 지배하라! 1%의 특급전사, 유격레인저 (2017.10.19. 방송)
- MBC TV 《진짜 사나이 300》 (2018.09.21. ~ 2019.01.25)
- MBC TV 《MBC 다큐프라임》 337회 : 아파치, 날다! (2018.11.04 방송)

## 기타 활동

### 뮤직비디오
- 2009년 전진 - "Hey ya!"
- 2009년 베이지 - "지지리"
- 2010년 허각 - "언제나"

### 광고 모델
- 한국투자증권 뱅키스
- NEPA
- 까르뜨니뜨
- 농심막국수
- 끌라뮤
- 경주 캘리포니아 비치
- 파스퇴르유업 쾌변요구르트
- 국순당 산사춘
- 닥터유 에너지바
- 르까프
- 리복
- 인천광역시
- 원할머니보쌈
- 하이마트
- SK-Ⅱ
- 휴온스 엘라비에
- 한방 부동산 앱
- 켈로그 스페셜K
- 쌍용자동차 더 뉴 렉스턴 스포츠
- 네츄럴샤인 리큐어밤
- 힘찬닥터 힘찬닥터스Re 마시는 글루타치온

### 음반
- 2009년 전진 - 바보처럼 (피쳐링)
- 2009년 지지리
- 2009년 《홍길동의 후예》 OST - Just Love
- 2011년 《위험한 상견례》 OST - 세월이 가면
- 2011년 《커플즈》 OST - 빛나라 우리 사랑아 (with 공형진, 김주혁, 오정세, 이윤지)

## 수상 내역

### 수상 및 후보 (연예 분야)
| 연도 | 시상식                       | 부문                                 | 작품             | 결과 |
| ---- | ---------------------------- | ------------------------------------ | ---------------- | ---- |
| 2009 | 맨즈헬스 쿨 가이 선발대회    | 바이탈 우먼 상                       | 빈칸             | 수상 |
| 2010 | 제7회 맥스무비 최고의 영화상 | 최고의 여자신인배우상                | 홍길동의 후예    | 수상 |
| 2010 | KBS 연예대상                 | 쇼, 오락 MC부문 여자 신인상          | 연예가중계       | 수상 |
| 2010 | KBS 연기대상                 | 여자 신인상                          | 부자의 탄생      | 수상 |
| 2011 | 제47회 백상예술대상          | TV부문 여자 신인연기상               | 부자의 탄생      | 후보 |
| 2011 | KBS 연기대상                 | 미니시리즈부문 여자 우수연기상       | 포세이돈         | 후보 |
| 2014 | KBS 연기대상                 | 중편드라마부문 여자 우수연기상       | 골든크로스       | 후보 |
| 2016 | 제1회 아시아 아티스트 어워즈 | 베스트 초이스상                      | 빈칸             | 수상 |
| 2016 | MBC 방송연예대상             | 버라이어티부문 여자 신인상           | 진짜 사나이      | 수상 |
| 2017 | MBC 연기대상                 | 월화극부문 여자 최우수연기상         | 파수꾼           | 후보 |
| 2018 | MBC 방송연예대상             | 버라이어티부문 여자 최우수상         | 선을 넘는 녀석들 | 후보 |
| 2018 | MBC 연기대상                 | 월화미니시리즈부문 여자 최우수연기상 | 사생결단 로맨스  | 후보 |
| 2019 | KBS 연기대상                 | 중편드라마부문 여자 우수연기상       | 왜그래 풍상씨    | 수상 |
| 2021 | 제3회 아시아콘텐츠어워즈     | 올해의 여자배우상                    | 스위트홈         | 후보 |

### 권투 분야
- 2010년
  - 제10회 KBI 전국생활체육복싱대회 여자부 50kg급 챔피언
  - 제10회 KBI 전국생활체육복싱대회 우승
- 2011년
  - 제47회 서울 신인 아마추어 복싱전 48kg급 우승
  - 제7회 전국여자신인아마추어 복싱선수권대회 48kg급 우승
- 2012년
  - 제42회 서울시장배아마추어복싱대회 겸 제93회 전국체육대회 서울시 선발전 48kg급 우승
  - 제33회 회장배 전국 아마추어 복싱대회 48kg급 우승
  - 제66회 전국아마추어복싱선수권대회 겸 2013 복싱국가대표 선발대회 라이트플라이급 준우승